# FAO Major Fishing Areas
Die Hauptfischereigebiete der FAO (englisch FAO Major Fishing Areas) sind das Resultat dessen, dass die Ernährungs- und Landwirtschaftsorganisation der Vereinten Nationen (FAO), die ozeanischen Flächen der Welt in unterschiedliche Fischereibereiche eingeteilt hat. Auf der Grundlage dieser Einteilung können sinnvoll statistische Daten erfasst und die Fischereien verwaltet (z. B. Fangquoten festgelegt) werden, auch mit definierten juristischen Zuständigkeiten.
Die Grenzen der Gebiete sind willkürlich zur Sicherung obiger Zwecke und unter Abstimmung mit nationalen Fischereibehörden festgelegt worden.

## Die Gebiete

Übersicht der Gebiete

Die definierten Gebiete sind, nummeriert:
- Gebiet 18: der Arktische Ozean
- Gebiet 21: der nordwestliche Teil des Atlantiks
- Gebiet 27: der nordöstliche Teil des Atlantiks
- Gebiet 31: der westliche Atlantische Ozean
- Gebiet 34: der zentrale Ostatlantik
- Gebiet 37: das Mittelmeer und das Schwarze Meer
- Gebiet 41: der Südwestatlantik
- Gebiet 47: der Südostatlantik
- Gebiet 48: der antarktische Teil des Atlantiks
- Gebiet 51: der westliche Indische Ozean
- Gebiet 57: der östliche Indische Ozean
- Gebiet 58: der südliche und der antarktische Teil des Indischen Ozeans
- Gebiet 61: der Nordwestpazifik
- Gebiet 67: der Nordostpazifik
- Gebiet 71: der westliche Zentralpazifik
- Gebiet 77: der östliche Zentralpazifik
- Gebiet 81: der Südwestpazifik
- Gebiet 87: der Südostpazifik
- Gebiet 88: der antarktische Teil des Pazifiks